# Vrouwenkiesrecht op de Nederlandse Antillen
Vrouwenkiesrecht op de Nederlandse Antillen (sinds 2010 het 'Caribisch deel van het Koninkrijk der Nederlanden') werd in 1948 via het algemeen kiesrecht ingevoerd.
Terwijl in Nederland vrouwen in 1917 passief kiesrecht bedongen en in 1919 actief kiesrecht, werd het vrouwenkiesrecht In het Caribische deel van het koninkrijk pas later ingevoerd. In 1865, twee jaar na de afschaffing van de slavernij, voerde de Nederlandse regering een regeringsreglement in voor meer autonomie in Suriname en Curaçao en Onderhorigheden (tot 1936 de verzamelnaam voor de eilanden Aruba, Bonaire, Curaçao, Sint Eustatius, Sint Maarten en Saba). Met de invoering van de nieuwe staatsregeling in 1937 werden de Koloniale Staten van Suriname omgezet in Staten van Suriname en het gebiedsdeel Curaçao en kregen de eilanden een volksvertegenwoordiging, de Staten van het gebiedsdeel Curaçao. Mannen kregen beperkt capaciteitskiesrecht en vrouwen vanaf 25 jaar passief kiesrecht. Na een nieuwe staatsregeling werd in 1948 ook in het gebiedsdeel Curaçao het woord 'mannelijk' geschrapt uit de Kieswet en het algemeen kiesrecht voor zowel vrouwen als mannen vanaf 23 jaar in het Caribisch deel van het Koninkrijk ingevoerd.

## Strijd om het vrouwenkiesrecht

### Algemeen kiesrecht
De strijd over het algemeen kiesrecht in het Caribisch deel van het Koninkrijk was zowel een strijd voor gelijke rechten op basis van gender als op basis van huidskleur. De strijd om het kiesrecht in Curaçao en Onderhorigheden begon volgens bronnen in het decennium van 1870. In Suriname werd in 1865 kiesrecht ingevoerd, maar op de eilanden was geen kiesrecht en er was geen gekozen volksvertegenwoordiging. Meerdere opiniestukken in verschillende kranten in de jaren 1870 gaan over het verruimen van het capaciteitskiesrecht onder meer voor zwarte inwoners. De Curaçaose jurist Moises da Costa Gomez promoveerde met een proefschrift waarin hij betoogde dat de Curaçaose bevolking recht had op algemeen kiesrecht. Op 1 april 1937 werd, door de staatsregeling van 1937, een beperkt capaciteitskiesrecht ingevoerd.

### Passief vrouwenkiesrecht
In Nederland maakte Tweede-kamerlid Betsy Bakker-Nort zich hard voor het vrouwenkiesrecht. De toenmalige Minister van Koloniën, Hendrik Colijn, was geen voorstander van een passief en actief vrouwenkiesrecht. Hij schreef in een memorie van antwoord dat 'voor een in politiek opzicht primitieve samenleving als de West-Indische, vrouwenkiesrecht ongewenscht moet worden geacht.' Maar Bakker-Nort schreef in 1936 een amendement op de voorgestelde staatsregeling. In een rede in de Tweede Kamer zei Bakker-Nort: "Maar, Mijnheer de Voorzitter, behoren de vrouwen in West-Indië dan niet tot het volk? Zijn ze niet een deel der natie? Dat schijnt zo, nu deze zelfde Minister van oordeel is, dat in West-Indië een echte volksvertegenwoordiging kan bestaan zonder dat daar de stem van de vrouw zal worden gehoord." In het eerste Kiesreglement van Curaçao van 1937 werd hiermee een beperkt census- en capaciteitskiesrecht ingevoerd, waarbij mannen vanaf 25 jaar actief kiesrecht verwierven en vrouwen vanaf 25 jaar passief kiesrecht, mits de kiezer voldeed aan het betalen van belasting en ten minste zes jaar onderwijs had genoten. Hendrik Colijn schreef ter onderbouwing in een memorie van antwoord dat het eerste kiesreglement rekening hield met "de omstandigheid, dat voor het overgrootste deel der Curaçaose bevolking de uitoefening van politieke rechten nog iets geheel nieuw was". Vrouwen konden zich met het passief kiesrecht wel kandidaat stellen voor een politieke functie, maar mochten zelf in het geheel niet stemmen.

### Actief vrouwenkiesrecht
Na de invoering van het passief kiesrecht gingen vrouwen van allerlei klassen zich organiseren. Binnen de vrouwenvleugel van de Nationale Volkspartij van Moises da Costa Gomez ontstond de groep Damanan di Djárason. Damanan di Djárason werd geleid door Clarita da Costa Gomez, Thelma Römer-da Costa Gomez en Mena van West-Davelaar. Ze kwamen elke woensdag, de enige dag in de week die zij konden combineren met hun huishoudelijke taken, bijeen op het hoofdkantoor van de Nationale Volkspartij. De "Woensdagvrouwen" liepen van deur tot deur om handtekeningen te verzamelen en vrouwen voor te lichten over het belang van het vrouwenkiesrecht. Luchadonan pa Derecho di Voto pa Hende Muhe, een groep vrouwen onder leiding van Adèle Rigaud, de toenmalige voorzitter van de vrouwenvleugel van de Katholieke Volkspartij (KVP), spande zich in om informatie over het algemeen kiesrecht te verspreiden onder de vrouwen van Curaçao. Zij verzamelden handtekeningen voor een vrouwenpetitie voor vrouwenkiesrecht gericht aan de Tweede Kamer. Zij leerden – met behulp van een proefstemhokje, een stembiljet en een potlood – vrouwen hoe te stemmen. Het archief van Adèle Rigaud bevindt zich in het Nationaal Archief Curaçao.
In Curaçao werd in de laatste jaren van de Tweede Wereldoorlog in dag- en weekbladen intensief gediscussieerd over het al dan niet invoeren van het algemeen kiesrecht. Samen met de Woensdagvrouwen trok de groep van Adèle Rigaud op om petities in te dienen die het vrouwenkiesrecht steunden. Binnen vier dagen verzamelden ze ruim duizend handtekeningen en op 26 februari 1948 stuurden ze een brief naar de Nederlandse minister-president Louis Beel: "Geven met verschuldigde eerbied te kennen, ondergetekenden, vrouwelijke inwoners van Curaçao, uit alle rangen, standen en van verschillende geloofsovertuigingen: dat in verband met de komende herziening in de Staatsregeling zij gaarne haar volle kracht willen geven aan Curaçao; dat zij dit niet alleen wensen te doen binnen het gezinsverband, maar ook middels de stembus, om haar invloed uit te oefenen op de komende vertegenwoordiging".

### Algemeen kiesrecht en verkiezingen
Uit een ingediend memorandum van advies aan minister Jonkman bleek dat de Staten van het gebiedsdeel Curaçao een vrouwenkiesrecht voorstond dat was onderworpen aan bepaalde kwalificaties. Minister Jonkman stelde voor het kiesreglement te laten bepalen of vrouwen kiesrecht kregen. In een memorie van antwoord in maart 1948 schreef minister Jonkman 'Met betrekking tot de regeling van het vrouwenkiesrecht het raadzaam voorkwam voorshands rekening te houden met de feitelijke toestanden in de West-Indische gebiedsdelen, waar bevolkingsgroepen voorkomen, die, wat betreft de positie van de vrouw in de maatschappij, andere inzichten hebben dan de Westers georiënteerden’. Tijdens de behandeling van de wijziging van de Curaçaose staatsregeling op 16 maart 1948 keurde het Nederlandse parlement echter het universeel stemrecht goed voor alle burgers van de Nederlandse Antillen vanaf 23 jaar. Naast de mannen kregen vrouwen onbeperkte politieke rechten, dankzij het amendement van Corry Tendeloo, die steun kreeg van de voltallige KVP-fractie met Wim de Kort als woordvoerder. Op 17 maart 1949 gingen vrouwen op de Nederlandse Antillen voor het eerst naar de stembus.